# Snabel

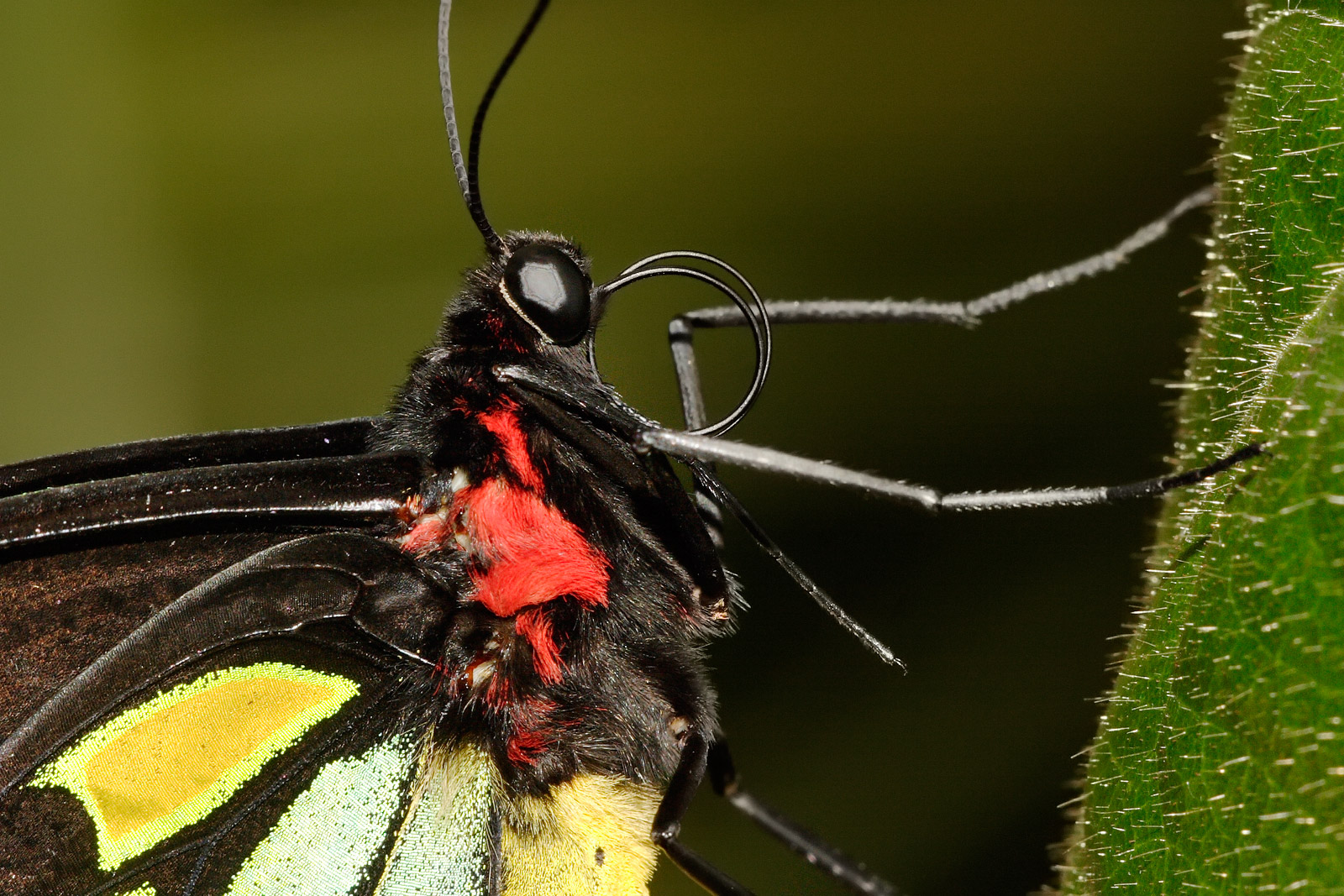
Närbild av en Ornithoptera euphorion som visar sin långa snabel.

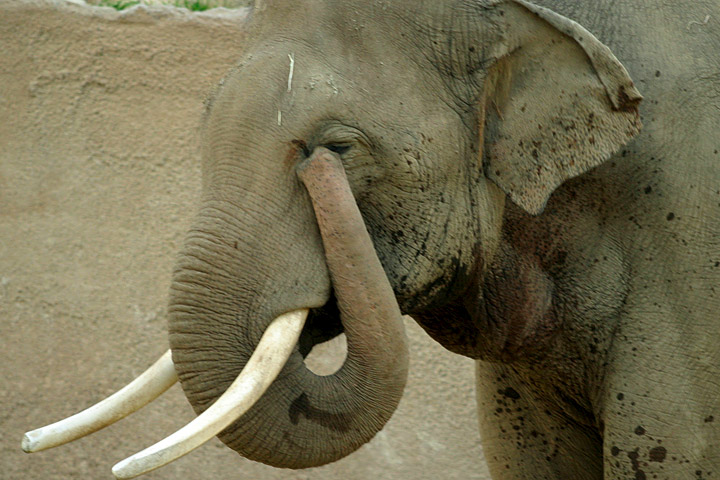
Elefanten är kanske det djur som mest förknippas med snabel.

En snabel (Proboscis efter grekiskans pro "före" och boskein "att äta") är ett långt rörformigt verktygsorgan som sitter nära eller i munnen. Ursprungligen gällde beteckningen för en förlängd nos med andningsöppningar vid nosens spets hos djur.
Däggdjur använder sin snabel för att känna och gripa.